# Euphausiidae
Euphausiidae – jedna z dwóch rodzin szczętek, podzielona na 10 rodzajów i licząca 85 z 86 znanych gatunków szczętek. W odróżnieniu od monotypowej rodziny Bentheuphausiidae rodzina Euphausiidae obejmuje szczętki posiadające fotofory, które emitują światło, przez co wszystkie jej gatunki zdolne są do bioluminescencji. 
Ze względu na komercyjne połowy najbardziej znanymi przedstawicielami tej rodziny są kryl antarktyczny (Euphausia superba), kryl pacyficzny (Euphausia pacifica) oraz kryl północny (Meganyctiphanes norvegica).  

## Rodzaje
- Euphausia
- Meganyctiphanes
- Nematobrachion
- Nematoscelis
- Nyctiphanes
- Pseudeuphausia
- Stylocheiron
- Tessarabrachion
- Thysanoessa
- Thysanopoda